# テレル郡 (テキサス州)
テレル郡（テレルぐん、英: Terrell County）は、アメリカ合衆国テキサス州の西部に位置する郡である。西テキサスのトランス・ペコス地域を構成する9の郡の１つである。2010年国勢調査での人口は984人であり、2000年の1,081人から9.0％減少した。郡庁所在地は国勢調査指定地域であるサンダーソン（人口837人）であり、同郡で人口最大の町でもある。テレル郡は1905年に設立され、郡名はテキサス州上院議員を務めたアレクサンダー・A・テレルに因んで名付けられた。テレル郡は、コーマック・マッカーシーの小説『No Country for Old Men』（『血と暴力の国』）およびアカデミー賞を受賞した同名映画版で舞台に使われた。

## 歴史

### インディアン
テレル郡となった領域で先住民が生活した痕跡が幾つかの牧場内で見つかっている。例えば鏃、道具、岩を焼いた貝塚、インディアンの岩刻絵がある洞穴や住居跡である。洞穴の中ではサンダルやバスケットの破片、および埋葬を行った痕跡が見つかった。ドライデンに近いマイアーズスプリングの上、崖の壁にある岩刻絵の大半は上塗りされており、幾つかのインディアン文化が関わってきたことを裏付けている。

### 初期の探検
1729年、ホセ・デ・ベロテランが、スペインのために、サンフアン・バウティスタ伝導所からリオ・グランデ川をコンチョス川との合流点まで探検する遠征隊を指揮した。ベロテランはドライデンに近い泉のある場所で、木製の大きな十字架を置いたとされている。その6年後、別のスペイン人、ブラス・バリア・デ・ラ・ガルザ・ファルソンが地域遠征隊を率いている途中でこの十字架を発見し、その地点をサンタクルス・デ・マヤと名付けた。1848年、ジョン・コフィ・ヘイズの指揮下にあったサミュエル・ハイスミス大尉がサンアントニオからエルパソに至る道を開こうとして遠征隊を率いてこの地域を抜けたが、失敗に終わった。
1851年、アメリカ陸軍のウィリアム・H・エモリー少佐の下で働いていた士官で地理学者のナサニエル・ミックラー中尉が、メキシコとアメリカ合衆国の間にあるこの地域の地図を作った。1859年、ウィリアム・エコルズ中尉の指揮で、アメリカ・ラクダ軍団の隊列がデイビス砦に至る近道を探して、この地域を通った。

### 郡の成立と成長
1905年、テキサス州議会がペコス郡から1,500,000エーカー (6,000 km2) の領域を分離してテレル郡を設立した。同年には組織化も行われた。サンダーソンの町が郡庁所在地になった。1881年、テキサス・アンド・ニューオーリンズ鉄道の測量士が現在のサンダーソンの地に入ってきた。この町は当初、町の設立者サイラス・W・"チャーリー"・ウィルソンによって、ストローブリッジと名付けられていたが、後に鉄道会社技師ジョセフ・P・サンダーソンに因んで改名された。スコットランド出身のチャールズ・ダウニーが1881年に入植し、地域では最初の羊飼いになった。鉄道に加えて牛と羊の放牧が地域経済の中心になった。こころはまだフェンスで仕切られていなかった。ドライデンの町が牛の出荷地点になった。テレル郡はアメリカ合衆国でも羊と羊毛で最大級の生産郡だった。1926年、11,000頭の子羊が1頭6ドルで売買され、郡の歴史でも最大級の取引額となった。サンダーソン羊毛委員会を通じて毎年数千ポンドの羊毛とモヘアが売られた。郡内ではサンダーソン以外の唯一の町であるドライデンが1882年に設立されていたが、現在ではゴーストタウンになっている。サンダーソンではロイ・ビーン判事が酒場を運営していたとされている。郡北東部でブラウン・バセットガス田が発見された1957年以降、郡経済では石油とガスの重要性が増して来た。1970年代まではガスだけが生産されていたが、その後石油価格が上がって、限られた量ではあるが石油も生産されるようになった。
1965年6月11日、サンダーソンは洪水に襲われ、28人が死んだ。そのうち2人は行方が分からないままになった。1999年、テキサス州上院はサンダーソンとテレル郡を「テキサス州のサボテンの首都」と宣言した。

## 地理
アメリカ合衆国国勢調査局に拠れば、郡域全面積は2,358平方マイル (6,107 km2)であり、事実上全て陸地である。

### 主要高規格道路
- アメリカ国道90号線
- アメリカ国道285号線
- テキサス州道349号線

### 隣接する郡と自治体
- ペコス郡 - 北、西
- クロケット郡 - 北東
- バルベルデ郡 - 東
- ブリュースター郡 - 南西
- メキシコ チワワ州アクーニャ - 南

### 国立保護地域
- リオグランデ野生景観河川（部分）

## 人口動態
以下は2010年の国勢調査による人口統計データである。
| 基礎データ - 人口: 984人 - 世帯数: 443 世帯 - 家族数: 295 家族 - 人口密度: 1人/km2（1人/mi2） - 住居数: 991軒 - 住居密度: 0軒/km2（0軒/mi2） 人種別人口構成 - 白人: 88.34% - ネイティブ・アメリカン: 1.67% - アジア人: 0.65% - その他の人種: 8.33% - 混血: 1.02% - ヒスパニック・ラテン系: 48.57% 年齢別人口構成 - 18歳未満: 26.5% - 18-24歳: 5.0% - 25-44歳: 23.4% - 45-64歳: 27.5% - 65歳以上: 17.6% - 年齢の中央値: 42歳 - 性比（女性100人あたり男性の人口） - 総人口: 103.2 - 18歳以上: 101.5 | 世帯と家族（対世帯数） - 18歳未満の子供がいる: 29.8% - 結婚・同居している夫婦: 58.4% - 未婚・離婚・死別女性が世帯主: 7.4% - 非家族世帯: 33.4% - 単身世帯: 31.8% - 65歳以上の老人1人暮らし: 16.3% - 平均構成人数 - 世帯: 2.44人 - 家族: 3.09人 収入と家計 - 収入の中央値 - 世帯: 24,219米ドル - 家族: 28,906米ドル - 性別 - 男性: 21,429米ドル - 女性: 15,804米ドル - 人口1人あたり収入: 13,721米ドル - 貧困線以下 - 対人口: 25.2% - 対家族数: 21.2% - 18歳未満: 31.4% - 65歳以上: 31.1% |

## 都市と町
テレル郡には法人化された自治体が無い。
- サンダーソン - 郡庁所在地、国勢調査指定地域
- ドライデン - Dryden, Texas from the Handbook of Texas Online